# علامة O
علامة O أو الماروجيروشي (باليابانية: 丸印) أو الغونجبو (بالكورية: 공표, 空標)، هي اسم للرمز "◯" المستعمل للدلالة على الإيجاب والموافقة في شرق آسيا، وهي مشابهة في استخدام علامة الاختيار. عكسها هو علامة الشطب ("✗") أو ("×").

## الهانامارو
الهانامارو (باليابانية: 花丸) هي إحدى أشكال علامة ◯ وتستعمل في اليابان، وترسم بالشكل 💮. وعادةً ما ترسم على شكل حلزوني مُحاط ببتلات أزهار، ويُقصد بها الزهرة. وتستخدم بشكل متكرر لمدح أو إطراء أعمال الأطفال.
كما تُرسم الهانامارو على أوراق الامتحانات عند حصول الطالب على الدرجة الكاملة أو عند تفوقه في النتائج. وقد تستخدم أحياناً بدلاً من العلامة ◯

## اليونيكود
اليونيكود يعطي العديد من العلامات المشابهة للماروجيروشي، مثل:
| العلامة | تمثيل اليونيكود البرمجي:(Hex) | الاسم        |
| ------- | ----------------------------- | ------------ |
| ○       | U+25CB                        | WHITE CIRCLE |
| ●       | U+25CF                        | BLACK CIRCLE |
| ◯       | U+25EF                        | LARGE CIRCLE |
| 💮      | U+1F4AE                       | WHITE FLOWER |